# Adam Schiff
Adam Bennett Schiff (* 22. června 1960 Framingham, Massachusetts) je americký právník a politik za Demokratickou stranu. Od prosince 2024 je senátorem USA za stát Kalifornie.
V Kalifornii žije od roku 1972. Střední školu absolvoval v Danville. Poté studoval na Stanfordově univerzitě a na Harvard Law School. V letech 1996 až 2000 byl členem státního senátu Kalifornie. V letech 2001 až 2024 byl Schiff členem Sněmovny reprezentantů, když reprezentoval postupně čtyři různé volební okrsky. V rámci tohoto působení byl členem různých výborů a v letech 2019 až 2020 se aktivně podílel na prvním impeachmentu Donalda Trumpa. V roce 2024 byl zvolen americkým senátorem, když ve volbách porazil kandidáta Republikánské strany Steva Garveyho.
Je židovského původu (zároveň je prvním židem reprezentující Kalifornii v Senátu USA). Od roku 1995 je ženatý a má dvě děti.